# Propulsore a effetto Hall

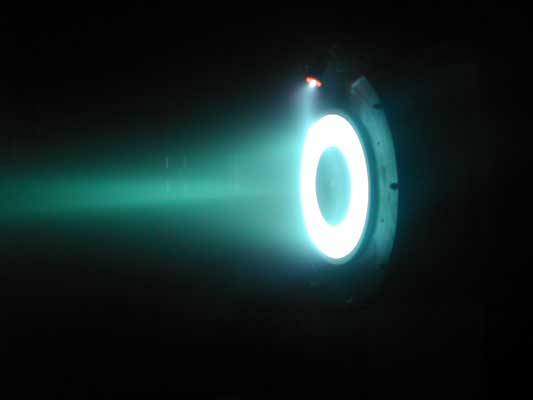
Un propulsore Hall di 2 kW in funzione, parte dell'esperimento sui propulsori Hall presso il Princeton Plasma Physics Laboratory.

Un propulsore Hall è un propulsore elettrico di tipo elettrostatico, ovvero che utilizza un campo elettrico per l'accelerazione del propellente. 
Mediante l'applicazione una tensione e di un campo magnetico trasversale ad essa, gli elettroni, in virtù della loro ridotta inerzia, vengono confinati un moto di Larmor limitato ad una regione ristretta in prossimità della sezione di uscita del motore, impattando nel loro moto atomi neutri, ionizzandoli. Gli ioni prodotti, dotati di massa largamente maggiore rispetto agli elettroni, non subiscono il confinamento e vengono accelerati dal campo elettrico, generando spinta. 
Il moto degli elettroni, una somma di moto di Larmor e moto di deriva, genera la cosiddetta corrente di Hall
Tali propulsori vengono a volte definiti Propulsori a Corrente Hall o erroneamente Propulsori ad effetto Hall.

## Storia
Il propulsore Hall è stato studiato indipendentemente negli Stati Uniti e nell'Unione Sovietica negli anni cinquanta e sessanta. Tuttavia il concetto di propulsore Hall fu sviluppato in uno strumento efficiente di propulsione nell'ex-Unione Sovietica, mentre negli Stati Uniti gli scienziati si sono concentrati invece sullo sviluppo di propulsori ionici con griglie elettrostatiche.
Sono stati sviluppati dall'Unione Sovietica due tipi di propulsori Hall:
- propulsori con zona di accelerazione larga, SPD (Russo: СПД, стационарный плазменный двигатель; in Lingua inglese: SPT, Stationary Plasma Thruster, propulsore stazionario al plasma)
- propulsori con zona di accelerazione stretta, DAS (Russo: ДАС, двигатель с анодным слоем; Inglese: TAL, Thruster with Anode Layer, propulsore con strato anodico)

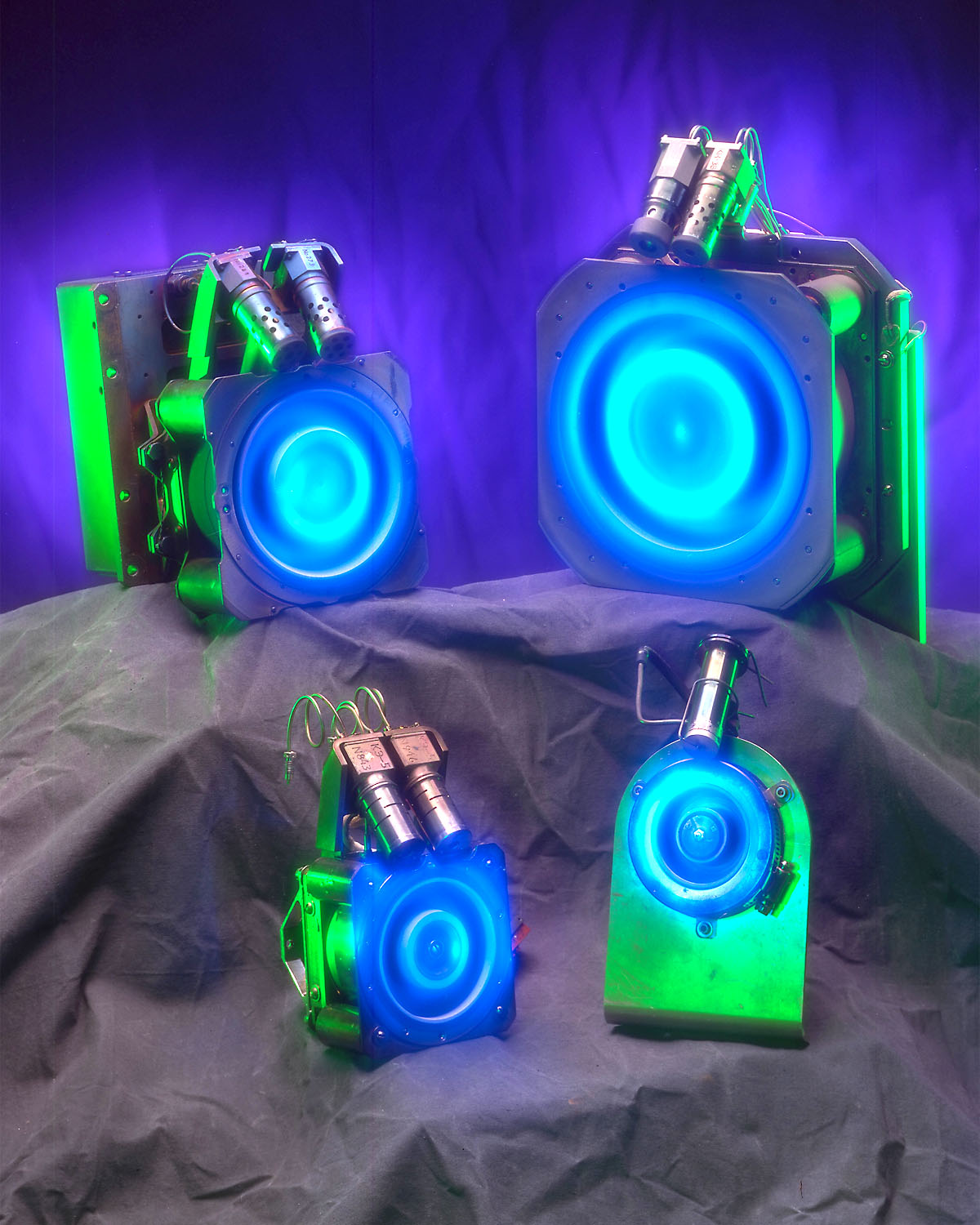
Propulsori SPD russi

Il modello comune dell'SPD è stato in gran parte lavoro di A. I. Morozov. I motori SPD sono usati dal 1972 e venivano usati principalmente per la stabilizzazione dei satelliti nelle direzioni Nord-Sud ed Est-Ovest. Da allora sino alla fine degli anni novanta 118 motori SPD hanno completato la loro missione e altri 50 hanno continuato a operare. La spinta dei motori SPD di prima generazione, l'SPD-50 e l'SPD-60 era di 20 e 30 mN rispettivamente. Nel 1982 sono stati introdotti l'SPD-70 e l'SPD-100 con una spinta di 40 e 83 mN. Nella Russia post-Sovietica sono stati introdotti propulsori ad alta potenza (qualche kilowatt), l'SPD-140, l'SPD-160, l'SPD-180 e il T-160 e propulsori a bassa potenza (meno di 500 W), l'SPD-35.
I motori di tipo DAS russi e sovietici includono il D-38 e il D-55.
I propulsori di costruzione sovietica sono stati introdotti in occidente nel 1992 dopo che un team di specialisti nella propulsione elettrica, con il supporto della Ballistic Missile Defense Organization, ha visitato i laboratori sovietici e ha valutato sperimentalmente il modello SPD-100 (un propulsore SPD di 100 millimetri di diametro). Oltre 200 propulsori Hall hanno volato sui satelliti Sovietici/Russi negli ultimi 30 anni. Sono stati usati principalmente per il mantenimento dell'orbita stazionaria e piccole correzioni orbitali. Attualmente la ricerca, la progettazione e i modelli teorici sui propulsori Hall sono diretti da esperti presso il Glenn Research Center della NASA e dal Jet Propulsion Laboratory. Molta parte dello sviluppo è condotta da industrie come la Aerojet.
Questa tecnologia è stata usata nella missione lunare SMART-1 e viene usata su diversi satelliti geostazionari commerciali.

## Ricerca attuale
La ricerca attuale sui propulsori Hall sta proseguendo ed è concentrata principalmente su:
1. portare la loro potenza tipica di 1 kW a potenze più elevate (da 50 a 100 kW) o più piccole (da 50 a 100 W)
2. Risolvere i problemi dell'integrazioni nelle navi spaziali riguardanti la grossa divergenza del pennacchio di scarico
3. Attivare l'uso a impulso specifico più alto e variabile
4. Propulsori omologati per l'uso su veicoli occidentali
5. Estenderne la durata operativa per l'uso nelle missioni scientifiche nello spazio profondo

Un propulsore Hall opera tipicamente al 50–60% dell'efficienza di spinta e fornisce impulso specifico da 1 200 a 1 800 secondi (da 12 a 18 kN·s/kg) e rapporti spinta-su-potenza di 50–70 mN/kW.

## Funzionamento
Il principio di funzionamento essenziale del propulsore Hall è che esso utilizza un potenziale elettrostatico per accelerare gli ioni a velocità elevata. In tali propulsori la carica negativa attrattiva viene fornita da un plasma posto nell'apertura finale. Viene usato un forte campo magnetico radiale per mantenere gli elettroni confinati, in una zona dove avviene la combinazione tra campo magnetico, campo elettrico e la veloce corrente di circolazione degli elettroni attorno all'asse del propulsore (più un lento moto di deriva verso l'anodo).

Schema di funzionamento di un propulsore Hall

Viene mostrato nell'immagine a destra uno schema del propulsore Hall. Da notare che questa è una sezione laterale di uno strumento simmetrico assialmente. Viene applicato un potenziale elettrico dell'ordine dei 300 volt tra l'anodo e il catodo.
La punta centrale forma un polo dell'elettromagnete ed è circondata da uno spazio anulare attorno al quale vi è l'altro polo dell'elettromagnete, con un campo magnetico radiale nel mezzo.
Il propellente, per esempio il gas di xeno, viene iniettato attraverso l'anodo, il quale ha molti piccoli fori per funzionare come distributore del gas. Pur essendo un gas nobile, e quindi caratterizzato da una relativa elevata energia di ionizzazione, lo xeno è comunemente usato per il suo elevato peso molecolare (più lo ione è pesante meno risente della forza magnetica) e la bassa reattività chimica (ad esempio con le pareti del motore o dei serbatoi). Nel momento in cui gli atomi neutri di xeno si diffondono nel canale del propulsore, essi vengono ionizzati da collisioni con gli elettroni ad alta energia circolanti (10–20 eV o da 100 000 a 250 000 °C). Una volta ionizzati, gli ioni di xeno hanno solitamente carica +1, anche se una piccola frazione (~10%) hanno carica +2.
Gli ioni di xeno vengono poi accelerati dal campo elettrico generato all'interno del plasma (che differentemente da quanto accade in un propulsore ionico a griglie, non è globalmente neutro a causa della presenza del campo magnetico, che genera una anisotropia nella resistenza elettrica in direzione ortogonale al campo magnetico stesso), raggiungendo rapidamente velocità dell'ordine di 15 000 m/s con un impulso specifico di 1 500 secondi (15 kN/kg). Una volta usciti, gli ioni vengono neutralizzati da un getto di elettroni emessi termoionicamente da un catodo, detto neutralizzatore.
Il campo magnetico radiale è progettato per essere forte abbastanza da confinare gli elettroni (che hanno piccola massa), ma non gli ioni (con massa molto più elevata), i quali hanno un raggio di ciclotrone molto più largo e vengono difficilmente deviati. La maggior parte degli elettroni sono quindi forzati ad orbitare nella regione con elevato campo magnetico radiale vicino al piano di uscita del propulsore, intrappolati nel campo {\displaystyle E\times B} (dove E è il campo elettrico assiale e B il campo magnetico radiale). Questa rotazione orbitale degli elettroni è una corrente Hall circolante ed è da essa che prende il suo nome questo tipo di propulsore. Le collisioni e le instabilità permettono ad alcuni degli elettroni di essere liberati dal campo magnetico e di dirigersi verso l'anodo.
Circa il 30% della corrente di scarica è una corrente di elettroni che non produce spinta, limitando l'efficienza energetica del propulsore; l'altro 70% della corrente è negli ioni. Siccome la maggior parte degli elettroni sono intrappolati nella corrente di Hall, essi hanno un lungo periodo di stazionamento all'interno del propulsore e sono in grado di ionizzare circa tutto (~90%) del propellente xeno. L'efficienza di ionizzazione del propulsore è quindi attorno al 90%, mentre l'efficienza di scarica è attorno al 70%, per un'efficienza combinata del propulsore circa del 63% (90% per 70% = 63%).
Il campo magnetico assicura quindi che la potenza scaricata vada predominantemente nell'accelerazione del propellente di xeno e non negli elettroni, ottenendo un propulsore ragionevolmente efficiente.
La spinta di un motore Hall è direttamente proporzionale alla tensione applicata, e pertanto limitata dalla potenza disponibile. Paragonata a quella dei razzi chimici, la spinta è molto piccola, dell'ordine di 80 mN per un propulsore tipico. Per confronto, il peso di una moneta come il quarto di dollaro americano o una moneta 20 eurocent è circa di 60 mN.
Tuttavia, i propulsori Hall funzionano ai più alti impulsi specifici ottenuti con i propulsori ionici. Un particolare vantaggio di questi propulsori, nel confronto con gli altri propulsori ionici, è che la generazione e l'accelerazione degli ioni avvengono nel plasma e non nella regione di guaina plasmatica, così da non avere limitazioni nella corrente di saturazione della carica di Child-Langmuir (spazio di carica) sulla densità della spinta.
Un altro vantaggio è che questi propulsori possono usare una varietà più ampia di propellenti forniti all'anodo, anche l'ossigeno, anche se serve un propellente facilmente ionizzabile al catodo. Un propellente che si sta iniziando a utilizzare è il bismuto liquido, a causa del suo basso costo, della sua massa elevata e della sua bassa pressione parziale. Altri propellenti in fase di studio sono il Kripto e lo Iodio.
È inoltre opportuno evidenziare che, benché il propulsore Hall sfrutti la presenza di un campo magnetico per il suo funzionamento, l'accelerazione degli ioni e la conseguente generazione della spinta hanno una natura essenzialmente elettrostatica, ed è quindi errato considerare il propulspore Hall elettromagnetico.

## Applicazioni
Il sistema di propulsione solare elettrica del veicolo spaziale SMART-1 dell'Agenzia Spaziale Europea usava un propulsore Hall (lo Snecma PPS-1350-G1). Durante il corso di 13 mesi e 289 impulsi dal motore, ha consumato circa 58,8 kg di xeno, producendo un delta-v di 2737 m/s (46,5 m/s per kg di xeno). Si pensa di sfruttare un propulsore simile nella prossima missione BepiColombo ed è attivo nella missione Psyche verso l'asteroide metallico 16 Psyche, decollato il 13 ottobre 2023 con un razzo Falcon Heavy della Space X.